# Franciszek Mańkowski
Franciszek Mańkowski (ur. 25 stycznia 1872 w Siemowie, zm. 15 grudnia 1948 w Poznaniu) – polski działacz związkowy i polityk, poseł na Sejm II kadencji w II RP (1928–1930) oraz na Sejm Ustawodawczy RP (1947–1948), członek Naczelnej Rady Ludowej w 1918 roku.

## Życiorys
Urodził się na terenie powiatu gostyńskiego. Ojciec pracował jako robotnik rolny w majątku hrabiów Taczanowskich. Okres od 1888 do 1918 spędził na terenie Westfalii, pracując jako górnik. Działał tam w Zjednoczeniu Zawodowym Polskim – od 1903 do 1914 był prezesem jego Rady Naczelnej, a po 1915 prezesem Wydziału Rady Nadzorczej. W 1918 powrócił do Polski i zamieszkał w Poznaniu. W 1921 został radnym miejskim z ramienia NPR. Wchodził w skład Rady Naczelnej partii, łącząc to stanowisko z przewodnictwem Zarządu Centralnego ZZP. W 1928 uzyskał mandat posła na Sejm II kadencji z listy państwowej NPR (kandydował z pierwszego miejsca w kraju). Na przełomie 1929 i 1930 zrzekł się mandatu z powodu ujawnienia kontrowersyjnej współpracy z urzędnikami rządowymi. Po odejściu z aktywnej polityki stał się krytykiem Karola Popiela.

W 1937 znalazł się wśród członków założycieli Stronnictwa Pracy. Podczas II wojny światowej mieszkał w Warszawie. W 1945 powrócił do Poznania, gdzie włączył się w działalność SP – frakcji związanej ze „Zrywem” Zygmunta Felczaka. W grudniu 1946 wybrano go prezesem honorowym partii. W wyborach 1947 uzyskał mandat posła na Sejm Ustawodawczy z listy państwowej SP, który sprawował do śmierci. Zmarł po długiej chorobie w szpitalu sióstr elżbietanek w Poznaniu. Pogrzeb odbył się 19 grudnia na cmentarzu parafialnym w Antoninku (miejsce 27). 

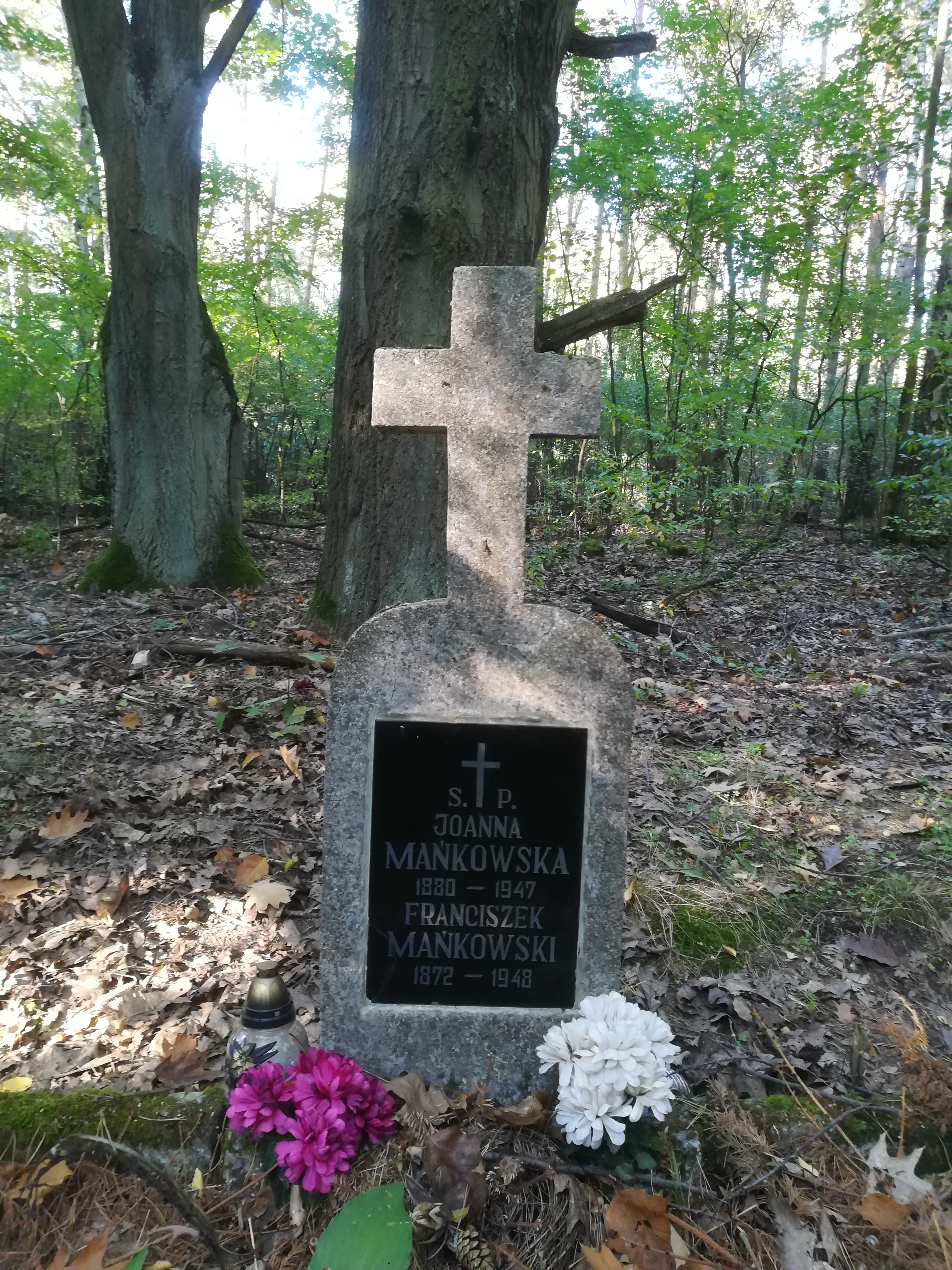
Nagrobek na cmentarzu przy ulicy Leśnej w Poznaniu

Po jego śmierci Stronnictwo Pracy powołało do życia Fundusz Stypendialny im. Franciszka Mańkowskiego.

## Ordery i odznaczenia
- Krzyż Kawalerski Orderu Odrodzenia Polski (2 maja 1923)[6][7]
- Złoty Krzyż Zasługi (11 listopada 1936)[8]